# Li Gao
Li Dongyuan

Articulation
des 5 phases et 4 saisons, 4 points cardinaux

Li Gao  李杲 (1180-1251), pseudonyme Lǐ Dōngyuán 李東垣, prénom social Míngzhī 名之, nom littéraire Dongyuan 東垣 (morph. « enceinte de l’Est »), originaire de Zhending 镇定 (actuellement écrit  Zhengding 正定 ), un district de la ville de Shijiazhuang 石家庄市, dans la province du Hebei, est un expert médical durant les dynasties Jin 金 et mongole Yuan 元. Sur ses vieux jours, Lǐ Gǎo se faisait appeler le « vieil homme de Dongyuan » (Dōngyuán lǎorén 东垣老人) parce que son pays natal Zhending s’appelait Royaume de Dongyuan au début des Han.
Dans le domaine de  la médecine chinoise, c’est un des « Quatre Grands Maîtres des dynasties Jin et Yuan ». Il a souligné l’importance de la rate et de l’estomac dans le corps humain associés à la terre, élément central, dans la théorie des cinq phases wuxing 五行, des Correspondances systématiques. C’est pourquoi sa théorie est connue sous le nom de Putu pai 补土派  « École du nourrissage de la terre » (le schéma ci-contre permet de comprendre pourquoi).

## Biographie
Li Gao est né dans une famille d’érudits, les hommes de la génération de ses parents étaient tous lettrés et avaient des relations étroites avec les personnalités célèbres de l’époque. Lorsqu’il eut vingt ans, sa mère tomba gravement malade et malgré les soins de nombreux médecins, elle mourut. Regrettant amèrement de ne pas connaitre la médecine, il décida de l’étudier.
Il devient le disciple de Zhang Yuansu 张元素 (ca. 1151-1234), un des médecins de médecine traditionnelle chinoise les plus influents de son époque. Après plusieurs années d’études studieuses, auprès de son maître, à Yishui 易水, sa réputation finit par dépasser celle de son maître.  Yishui est généralement identifié avec la région autour de la rivière Yi (Yi he 易河 ou Yishuihe 易水河), qui traverse le xian de Yi  (Yixian 易县) dans la province de Hebei, situé près de la ville de Baoding, dans le sud-ouest de la province.
Voici ce que dit sa biographie dans l’Histoire officielle des Yuan (yuanshi 元史),
« À cette époque, Zhang Yuansu de Yi[shui] était célèbre dans toute la région entre Yan et Zhao 燕趙, pour ses compétences [médicales]. [Li] Gao lui paya une grosse somme d’or pour le suivre comme étudiant. Après quelques années, il maitrisait parfaitement l’enseignement [de Zhang Yuansu]. Comme la famille de Gao était très riche, il n'avait pas besoin de pratiquer de telles compétences de manière professionnelle. Il appliquait [ses connaissances] uniquement pendant son temps libre pour accroître sa réputation personnelle. Personne n’osait appeler [Li Gao] un médecin. Même si de hauts fonctionnaires ou des hommes instruits tombaient malades, il était très rare – en raison de la grande richesse de Li Gao et de sa nature franche – qu'il descende chez eux. Ils osaient encore moins le consulter pour une maladie bénigne ou non aiguë. Li Gao possédait des compétences extraordinaires, notamment dans le domaine des maladies causées par le froid, des abcès et des maladies oculaires. » (D’après la traduction anglaise de Paul Unschuld)
La biographie se poursuit avec plusieurs exemples de traitement donnés par Li Gao, comme celui-ci
« Wang Shanfu 王善甫, un habitant de Pékin, qui était fonctionnaire [responsable de la production] du vin de céréale à Jingzhao, souffrait de difficultés urinaires, avec des yeux exorbitées, un abdomen gonflé comme un tambour, et une rigidité [des cuisses] au-dessus des genoux, au point de sembler vouloir éclater. Il ne pouvait plus manger ni boire et les médicaments doux et légers pour drainer l'humidité étaient inefficaces.
Li Gao dit aux [autres] médecins: La maladie a pénétré profondément [dans le patient]. Comme le dit le Neijing 《內經》: « La vessie est le réservoir des liquides corporels, et ceux-ci doivent être transformés par le qi pour être excrétés » (bì qì huà nǎi chū 必氣化乃出). Maintenant, l'utilisation de médicaments pour drainer l'humidité aggrave la maladie, ce qui signifie que le qi ne transforme pas les liquides. Qixuanzi 啟玄子 a dit : « Sans [qi] yang, le [qi] yin ne peut naître ; sans yin, le yang ne peut transformer [effectuer de transformation]  » (無陽者陰無以生，無陰者陽無以化). Les médicaments doux et légers pour drainer l'humidité sont tous des médicaments yang, et le yang seul sans le yin ne peut accomplir la transformation ? »
Le lendemain, Li Gao administra des médicaments de nature yin et le patient guérit sans avoir besoin d'une seconde dose » (Traduction assistée par ChatGPT4 de Yuanshi)
À partir de plusieurs prises en charge de patient, on voit se dégager dans ce texte, les différentes étapes du schéma opératoire de Li Gao. Lorsqu'un il voit un patient, il commence par lui prendre le pouls, pose un diagnostic, puis cite les écrits médicaux, les analyse et les compare pour prouver que son diagnostic est correct, après avoir répondu aux objections d’autres médecins ou du patient, il prend le pinceau pour rédiger une ordonnance.
L’apport de Li Gao (et de son maitre Zhang Yuansu) à la médecine chinoise, a été d’expliquer le choix de son remède par des principes naturalistes qui gouvernent l’organisation du corps humain: des notions d’anatomie (les organes et entrailles, les conduits ou méridiens) et des flux de qi, sang et fluides par ces conduits. Le choix des substances médicinales se fait en fonction de l’action thérapeutique cherchée, comme tonifier le corps contre les carences en qi, en sang, en yin, ou en yang, ou tonifier les organes contre diverses déficiences. Cette approche qui parait parfaitement naturelle ne fut pourtant pas pratiquée dans les pharmacopées (bencao) du premier millénaire.

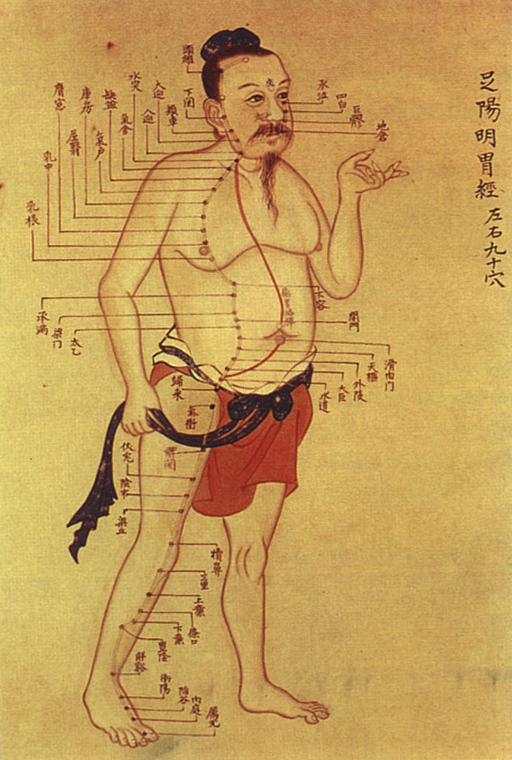
Points d'acupuncture sur le Conduit de l’estomac – yangming du pied

La riche histoire de la pharmacopée chinoise, avec la publication régulière d’ouvrage de matières médicales, s’enrichissant en informations nouvelles au cours des siècles, s’est développée indépendamment de la médecine chinoise. Cette dernière a commencé avec un système conceptuel exposé dans le corpus du Huangdi Nei Jing 黄帝内经, y compris, le Suwen 素问 et le Lingsu 灵枢 et le Nanjing 南经 qui ont fondé la thérapie par les aiguilles (ou acupuncture) et la thérapie par moxibustion. Pendant plus d’un millénaire, de la dynastie Han à la dynastie Song, les deux approches médicales, se sont développées en parallèle, avec pratiquement aucune reconnaissance mutuelle.
Ce n’est qu’à partir du début du XIIe siècle, que des auteurs comme Kou Zongshi 寇宗奭 puis Wang Haogu 王好古 ont ouvert la voie à l’introduction du concept des correspondances systématiques venant du Huangdi neijing (principalement des chap. 4, 5, 10  du Suwen et chap.11 du Lingshu), dans la pharmacopée des matières médicales. Li Gao à la suite de son maitre a adopté cet appareil conceptuel permettant d’offrir des « explications naturalistes ».
Au XVIe siècle, Li Shizhen cite abondamment Li Gao, comme à propos de cangzhu (le rhizome d’Atractylodes lancea) :
« [Selon] [Li] Gao : Le Bencao parle seulement de zhu 朮, il ne distingue pas cang 蒼 et bai 白. Le cangzhu 蒼朮 possède un qi ascendant vigoureux qui peut éliminer l’humidité [en haut]. En dessous, il sert à pacifier la région du yin majeur (太阴 taiyin) et il empêche le qi maléfique de pénétrer dans la rate. Une fois qu’il a trempé dans l’eau dans laquelle du riz a été lavé et qu’il a été rôti sur le feu, il peut stimuler la transpiration alors que baizhu est particulièrement bon à faire cesser la transpiration. C’est-à-dire que pour les applications [thérapeutiques], un des deux ne peut se substituer à l’autre ».
Li Gao établit un mécanisme d’action du remède cangzhu, permettant d’expliquer les divers effets thérapeutiques de la drogue.
Le cangzhu agit sur le conduit de la rate taiyin de pied Zú tàiyīn pí jīng 足太阴脾经 qui part du gros orteil, remonte le long de la face interne de la jambe, traverse la cavité abdominale puis entre dans la rate. La rate, en relation avec la terre, reçoit facilement les excès d’humidité du corps. Elle aime la sécheresse et craint l’humidité. Les correspondances rate ↔ terre ↔ humidité viennent de la théorie des correspondances wuxing.

## Œuvres
Son ouvrage principal est le
- Nei wai shang bian huo lun 內外傷辨惑论 « Discours rectifiant les points confus sur les dommages internes et externes » (1232), en abréviation Bian huo lun 辨惑论. Livre de médecine interne qui explique la différenciation et le traitement de signes de maladies provoquées par des dommages qui se manifestent comme des contractions d’influences pathogènes externes[1].
- Huo fa ji yao 活法機要 « Points cruciaux de la Loi de la vie » (sous les Yuan)
- Pi wei lun 脾胃论 « Discours sur la rate et l’estomac » (c. 1249). Ouvrage de médecine interne. Il insiste sur la différences entre les maladies contractées à l’extérieur et celles venant de dommages internes, en s’étendant particulièrement sur les fonctions de la rate et de l’estomac. Il traite les syndromes de fièvre venant de dommages internes par des drogues à saveur douce et de nature chaude et augmente le yang qi par des herbes vent
- Yi xue fa ming 医学发明 « Élucidations d’études médicales » (c. 1251)
- Lan shi mi cang 兰室秘藏 « Trésors secrets de la salle à Orchidées » (c.1251), texte clinique. Le titre est une référence à une salle à Orchidées où des textes médicaux précieux sont entreposés selon le Huangdi neijing Suwen (chapitre 8 du Suwen). La « salle des Orchidées »  peut être interprétée comme un espace sacré pour la sauvegarde et la transmission d'une sagesse précieuse. Dans la culture chinoise, les orchidées sont souvent associées à la pureté, à l'élégance et à la recherche scientifique. L’œuvre est divisée en 21 chapitres traitant des maladies associes à la rate et à l’estomac. Elle traite de beaucoup de nouvelles recettes, composées avec soin selon les principes des interactions entre drogues
- Yong yao fa xiang 用药法象 « L’usage des drogues pharmaceutiques reflété dans la loi (des Correspondances systématiques) ». Attribué à Li Gao. Date de composition incertaine. Le titre n’a été trouvé dans aucune bibliographie ni aucun texte pharmaceutique[1].
- Ainsi que d’autres ouvrages.

Li Shizhen avait une haute idée de Zhang Yuansu et de Li Gao. Il cite d’ailleurs ce dernier 290 fois dans le Bencao Gangmu, sous ses différents noms: Li Gao, Gao, Li Dongyuan, Dongyuan, Li Mingzhi, Mingzhi ou Li shi 李氏 « M. Li ».
Selon L’Encyclopédie des quatre Trésors – Catalogue général (《四库全书·总目提要》Sì kù quánshū·zǒng mù tíyào), une des plus vastes collections de littérature chinoise, commandée par l'Empereur Qianlong de la dynastie Qing au XVIIIe siècle, il est affirmé que « l’École de Hejian (河间学派) et l’École de Yishui (易水学派) sont les deux écoles de médecine les plus influentes de l’histoire de la médecine. Li Gao fut un savant important de l’École Yishui. Zhu Danxi, bien qu'il soit un disciple de troisième génération de l'école Hejian, s'est également inspiré des enseignements de Li Gao à certains égards »,.